# Шевнєво (Калузька область)
Шевнєво (рос. Шевнево) — присілок в Ізносковському районі Калузької області Російської Федерації.
Населення становить 14 осіб. Входить до складу муніципального утворення Село Шанський Завод.

## Історія
Від 2004 року входить до складу муніципального утворення Село Шанський Завод

## Населення
| 2002 | 2010 |
| ---- | ---- |
| 7    | ↗14  |